# David Filo
David Filo, né dans le Wisconsin le 20 avril 1966, est un informaticien américain et le cofondateur de Yahoo! avec Jerry Yang.
Filo, à l'âge de six ans, déménagea à Moss Bluff près du Lac Charles en Louisiane. Après un bon parcours scolaire, il obtient une licence à l'Université Tulane et un master à l'Université Stanford.
Selon Forbes, il est en 2006 la 240e personne la plus riche du monde.
En 2017, sa fortune est estimée à 5,2 milliards de dollars par Forbes.
Selon le magazine Forbes, sa fortune est estimée à 6 milliards de dollars en 2018.